# NGC 3288
NGC 3288 is een balkspiraalstelsel in het sterrenbeeld Grote Beer. Het hemelobject werd op 9 april 1793 ontdekt door de Duits-Britse astronoom William Herschel.

## Synoniemen
- UGC 5752
- MCG 10-15-114
- ZWG 290.57
- KCPG 239B
- PGC 31446